# Manises
Manises – miasto leżące w comarce Horta Sud we wspólnocie autonomicznej Walencji we wschodniej Hiszpanii. Populacja miasta 28 866 osób (2005). Manises słynie z bogatych tradycji w przemyśle ceramicznym (produkcja między innymi azulejo), oraz portu lotniczego dla miasta Walencja noszącego nazwę València-Manises (kod ICAO LEVC).

## Geografia
Manises leży na zachodnim końcu regionu Horta de València, czyli Horta Oest na prawym brzegu rzeki Turia. Dojazd z Walencji autostradą A-3 i V-11. Gmina Manises graniczy z gminami Cuart de Poblet, Paternal i Ribarroja of the Turia, także należącymi do wspólnoty autonomicznej Walencja.